# Division Schnelle Kräfte
Die Division Schnelle Kräfte (DSK) mit einer Sollstärke von ca. 18.000 deutschen und 2.300 niederländischen Angehörigen ist eine Division des Heeres der Bundeswehr mit Sitz des Stabes in der Herrenwald-Kaserne in Stadtallendorf und unterstellten Truppenteilen in den Bundesländern Niedersachsen, Hessen, Rheinland-Pfalz, Saarland, Bayern und Baden-Württemberg.
Die Anfang 2014 durch Umgliederung der Division Spezielle Operationen unter Eingliederung von Teilen der Division Luftbewegliche Operationen aufgestellte Division bündelt fast alle luftlandefähigen Kräfte, Heeresflieger und Spezialkräfte des Heeres. Damit ist die Division wesentlicher Träger von Landeoperationen des Heeres sowie Operationen luftbeweglicher und luftmechanisierter Kräfte. Durch die eingegliederten Spezial- und spezialisierten Kräfte ist die Division besonders für Spezialmissionen befähigt, die nicht dem klassischen Kampf hoher Intensität gegen militärisch organisierte Kräfte entsprechen. Teile der Division waren zeitweise als Eingreifkräfte der Bundeswehr klassifiziert. Der in der Öffentlichkeit bekannteste unterstellte Großverband ist das Kommando Spezialkräfte (KSK).

## Auftrag
Der DSK sind vier Hauptaufgaben zugewiesen:
- bewaffnete Rückführung, also die Evakuierung deutscher Staatsbürger und Schutzbefohlener, gegebenenfalls von Bürgern anderer Nationen, sowie die Rettung deutscher Soldaten unter akuter Bedrohung
- Kampf gegen irreguläre Kräfte und Schutz von Truppen und Einrichtungen der Streitkräfte vor irregulären Kräften
- Durchführung schneller Anfangs- und Abschlussoperationen, die das schnelle Nehmen und Überwachen einsatzwichtiger Infrastruktur sowie die Deckung eigener Kräfte im Rahmen einer geordneten Rückführung nach Abschluss eines Einsatzes umfasst
- Durchführung von Operationen in der Tiefe, dabei auch Aufklärung und Feuerleitung in der Tiefe des gegnerischen Raumes sowie das Ausschalten von Zielen operativer Bedeutung

Seit Übernahme der Heeresflieger steuert und koordiniert die Division den Flugbetrieb und Flugeinsatz der Heeresflieger, einschließlich des SAR-Dienstes der Bundeswehr.

## Gliederung

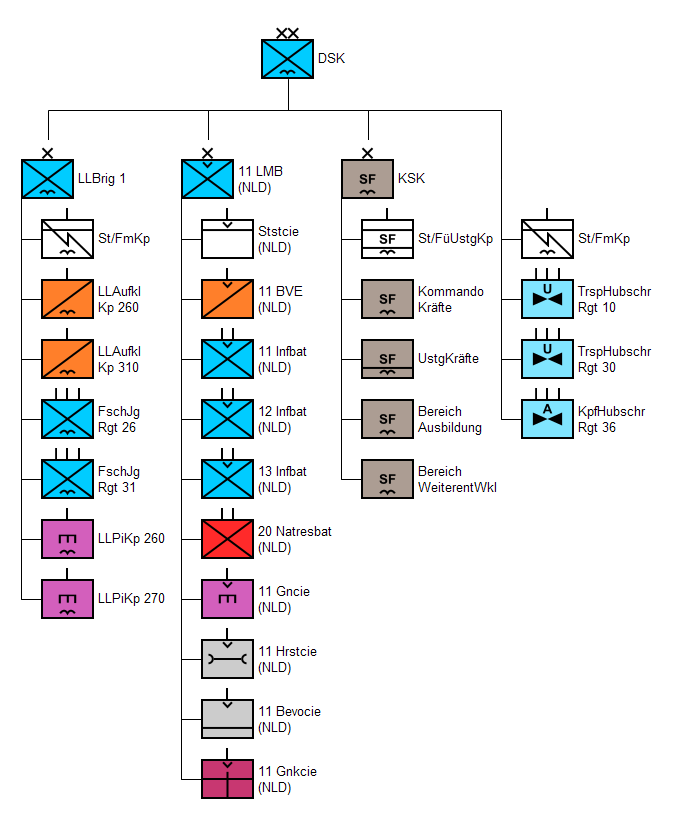
Gliederung der Division Schnelle Kräfte bis März 2021.

Die Division besteht aus folgenden Einheiten/Verbänden:
- Stabs- und Unterstützungskompanie Division Schnelle Kräfte, Stadtallendorf
- Fernmeldekompanie Division Schnelle Kräfte, Stadtallendorf

Divisionstruppen der Division Schnelle Kräfte:
- Stabs- und Führungsunterstützungskompanie Special Operations Component Command (SOCC), Hardheim (Wurde im März 2021 aus der Struktur des KSK herausgelöst und direkt der DSK unterstellt)[5][6]
- Fernspähkompanie 1, Schwarzenborn (Wurde am 1. Oktober 2022 zunächst mit der Kompanieführung aufgestellt. Die Fernspähzüge der Luftlandeaufklärungskompanie 260 und Luftlandeaufklärungskompanie 310 wurden zum 1. April 2023 der Fernspähkompanie 1 unterstellt.)[7]
- Leitstelle des Such- und Rettungsdienstes (Land) der Bundeswehr, SAR-Leitstelle Rescue Coordination Center (RCC), Münster

### Gebirgsjägerbrigade 23

Verbandsabzeichen der GebJgBrig 23

Die Gebirgsjägerbrigade 23 (GebJgBrig 23) wurde der Division Schnelle Kräfte mit Wirkung ab dem 1. April 2023 unterstellt. Sie bildet mit 4.000 Soldaten den Kern der Gebirgstruppe des Heeres und umfasst 3 Gebirgsjägerbataillone nebst Brigadetruppen.

### Luftlandebrigade 1

Verbandsabzeichen der LLBrig 1

Die Luftlandebrigade 1 (LLBrig 1) gliedert sich in zwei Fallschirmjägerregimenter und mehrere selbständige Kompanien.

### Kommando Spezialkräfte

Verbandsabzeichen des KSK

Das Kommando Spezialkräfte (KSK) ist ein Truppenteil auf Brigadeebene und nicht in selbstständige Truppenteile gegliedert.

### 11. luftbewegliche Brigade

Internes Verbandsabzeichen der 11 Luchtmobiele Brigade

Für Ausbildung und Übung ist der DSK die niederländische 11 Luchtmobiele Brigade (11. luftbeweglichen Brigade) aus Arnheim unterstellt und gliedert sich in mehrere Bataillone.

### Kommando Hubschrauber
Das Kommando Hubschrauber ist ein Großverband auf Brigadeebene. Es führt zwei Transporthubschrauberregimenter, ein Kampfhubschrauberregiment sowie das Internationale Hubschrauberausbildungszentrum in Bückeburg mit dem Systemzentrum Drehflügler Heer in Donauwörth.

## Geschichte
Die Division steht in der Tradition der 1956 aufgestellten 1. Luftlandedivision in Eßlingen am Neckar (ab 1964 Bruchsal).
Die Division wurde von Beginn der Auslandseinsätze in den ersten Kontingenten eingesetzt. Nach der Kurdenhilfe im Iran, war einer der ersten Auslandseinsätze im Mai 1993 als Sicherung für das Vorauskommando in Somalia zur Erkundung der Einsatzbedingungen für die Bundeswehr im Rahmen von UNOSOM II durch die damalige Kommandokompanie des Fallschirmjägerbataillons 261.
1994 fusionierte die 1. Luftlandedivision mit der 4. Panzergrenadierdivision, die 1956 als 4. Grenadierdivision in Regensburg (Nibelungenkaserne) aufgestellt worden war, zum Kommando Luftbewegliche Kräfte/4. Division. Ihr unterstanden anfänglich drei Luftlandebrigaden. 1995 wurde das KLK/4. Division in Kroatien im Rahmen von GECONUNPF bzw. GECONIFOR 1 eingesetzt. 1996 wurde die Luftlandebrigade 25 in das Kommando Spezialkräfte umgegliedert. 1997 wurde der Verband in Sarajevo als Teil des deutschen SFOR-Kontingents eingesetzt. Ebenfalls 1997 evakuierten Einheiten des Verbandes Deutsche aus Tirana (Operation Libelle). 1998 verlegten Teile des Verbandes nach Tetovo in Mazedonien. 1999 folgten Einsätze in Albanien (AFOR) und im Kosovo (KFOR).
Am 1. April 2001 wurde der Verband zur „Division Spezielle Operationen“ umgegliedert. 2002 war die Division Leitdivision für den ISAF-Einsatz in Afghanistan. Zum 1. Januar 2003 wurde die Luftlandefernmeldekompanie 100 neu aufgestellt.
2003 wechselte das Fernmelderegiment 4 zur Division Luftbewegliche Operationen, im Gegenzug wechselte die Luftlandefernmeldekompanie 9 aus Dillingen, umbenannt zur Luftlandefernmeldekompanie 200, zum 1. Oktober 2003 zur Division.
Die Fernspählehrkompanie 200 wurde der DSO am 1. Juli 2006 auch truppendienstlich von der Internationalen Fernspähschule überstellt. Die leichte Flugabwehrraketenbatterie 100 wurde am 1. Oktober 2006 der DSO unterstellt und in Luftlandeflugabwehrraketenbatterie 100 umbenannt. Im Dezember 2006 wurde die Batterie von Borken nach Seedorf verlegt.
Zum 1. Januar 2008 wurde das Luftlandefernmeldebataillon DSO in Stadtallendorf neu aufgestellt. Teile des Personals der Luftlandefernmeldekompanien 100 und 200 aus Regensburg bzw. Dillingen wurden zur Aufstellung des Luftlandefernmeldebataillons DSO bis Ende 2008 herangezogen. Die beiden Luftlandefernmeldekompanien wurden danach aufgelöst. Zusätzlich wurden Kräfte der aufzulösenden Panzerbrigade 14 (Neustadt) sowie des Logistikbataillons 51 (Stadtallendorf) zur Aufstellung verwendet.
Der Umzug des Divisionsstabes von Regensburg nach Stadtallendorf wurde zum 1. Oktober 2010 abgeschlossen.

### Gliederung der Division Spezielle Operationen (DSO) zum 18. September 2013

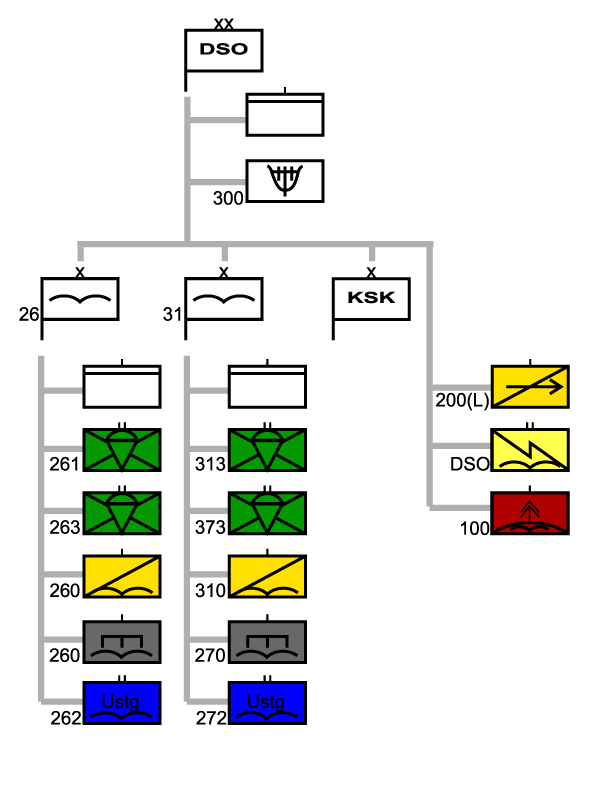
Gliederung DSO

Division Spezielle Operationen
- Stab/Stabskompanie Division Spezielle Operationen, Stadtallendorf

Divisionstruppen Division Spezielle Operationen
- Heeresmusikkorps 300, Koblenz
- Fernspählehrkompanie 200, Pfullendorf
- Luftlandefernmeldebataillon Division Spezielle Operationen, Stadtallendorf (Beiname: „Hessischer Löwe“)

 Kommando Spezialkräfte
- Stab Kommando Spezialkräfte, Calw
  -  Stabs- und Versorgungskompanie, Calw
  - + weitere Kompanien. Hinweis: Das Kommando Spezialkräfte ist ein Truppenteil auf Brigadeebene und nicht in selbstständige Truppenteile untergliedert.

  Luftlandebrigade 26 
Hinweis: Brigade führt den Beinamen „Saarland“
- Stab/Stabskompanie Luftlandebrigade 26, Saarlouis
  -  Luftlandeaufklärungskompanie 260, Zweibrücken
  -  Luftlandepionierkompanie 260, Saarlouis
  -  Fallschirmjägerbataillon 261, Lebach
  -  Luftlandeunterstützungsbataillon 262, Merzig
  -  Fallschirmjägerbataillon 263, Zweibrücken

  Luftlandebrigade 31 
Hinweis: Brigade führt den Beinamen „Oldenburg“
- Stab/Stabskompanie Luftlandebrigade 31, Oldenburg
  -  Luftlandeaufklärungskompanie 310, Seedorf
  -  Luftlandepionierkompanie 270, Seedorf
  -  Fallschirmjägerbataillon 313, Seedorf
  -  Fallschirmjägerbataillon 373, Seedorf
  -  Luftlandeunterstützungsbataillon 272, Oldenburg

### Neuausrichtung
Im Rahmen der Neuausrichtung der Bundeswehr und dem damit verbundenen Stationierungskonzept 2011 mit der Gliederung des Heeres (Bundeswehr, Heer 2011) wurde die Division auf zwei Fallschirmjägerregimenter und das KSK reduziert und zur Division Schnelle Kräfte (DSK) umgegliedert. Als weitere Kräfte eines Großverbandes wurden der DSK die Regimenter der Heeresflieger unterstellt. Damit werden infanteristische Kräfte des operativen und strategischen Einsatzes mit Transport- und Kampfmitteln der taktischen Einsatztiefe, die vorher mit den anderen infanteristischen Kräften verbunden waren, zusammengeführt. Die Transportfliegerkräfte der Luftwaffe, die auch die MTHs übernommen haben, stehen diesen nach Zuteilung durch die Luftwaffe zur Verfügung.
Am 18. September 2013 erfolgte der Unterstellungswechsel des Heeresmusikkorps 300 (HMusKorps 300) an das Zentrum Militärmusik der Bundeswehr. Am 17. Dezember 2013 erfolgte in Fritzlar die Außerdienststellung der Luftbeweglichen Brigade 1 durch Brigadeführer Oberst Michael Mittelberg. Gleichzeitig wurden die verbleibenden Hubschrauberverbände des Heeres, das Transporthubschrauberregiment 10, das Transporthubschrauberregiment 30 sowie das Kampfhubschrauberregiment 36 in Fritzlar, der Division Spezielle Operationen in Stadtallendorf unterstellt.
Die Division Spezielle Operationen wurde mit Wirkung vom 1. Januar 2014 umbenannt und trägt seitdem den Namen Division Schnelle Kräfte. Die Stabskompanie der Division wurde zeitgleich in Stabs- und Fernmeldekompanie der Division Schnelle Kräfte umbenannt. Sie ist weiterhin in Stadtallendorf stationiert.
Der Division Schnelle Kräfte wurde Mitte 2014 die 11. luftbewegliche Brigade der Niederländischen Streitkräfte eingegliedert, so dass neben der deutsch-französischen Brigade ein zweiter dauerhaft binationaler Verband unterhalb der Korpsebene entstand. Bereits um die Jahrtausendwende war die 11. luftbewegliche Brigade in der 2002 aufgelösten Multinational Division Central für die Zusammenarbeit mit den deutschen Luftlandetruppen vorgesehen.
Das Fallschirmjägerregiment 31 wurde, nach Außerdienststellung der Luftlandebrigade 31 am 18. September 2014, mit einem großen Teil der Soldaten der Brigade neu aufgestellt.
Am 1. April 2015 wurde die Luftlandebrigade 1 durch Umgliederung der Luftlandebrigade 26 in Dienst gestellt.
Der Brigade sind das Fallschirmjägerregiment 26 und das Fallschirmjägerregiment 31 sowie selbständige Kompanien unterstellt.

## Verbandsabzeichen

Verbandsabzeichen der DSK

Verbandsabzeichen der DSO

Das Verbandsabzeichen der Division zeigt als Symbol der Luftlandekräfte einen goldenen Adler im Sturzflug auf silbernem Grund, die Umrandung ist weiß/silber mit eingeflochtenem schwarzen Faden. Mit Umbenennung in den jetzigen Namen wurde das alte Verbandsabzeichen mit blauem Wappenschild abgelegt. Der neue silbern/graue Wappenschild gleicht dem der Division Luftbewegliche Operationen, deren Truppenteile die Division Schnelle Kräfte teils übernommen hat. Gleichzeitig ist grau die Waffenfarbe der Heeresfliegertruppe, die sich jetzt neu in der Division wiederfinden. Als Hinweis auf die Spezialkräfte der Division ist auf dem Wappen unter dem Adler ein nach oben zeigender schwarzer Pfeil abgebildet. Die Wappen der (zurzeit noch) unterstellten Brigaden sind gemäß der heraldischen Tradition des Heeres mit dem Wappen der Division ähnlich dem alten Verbandsabzeichen. Lediglich die Umrandung des Wappenschildes unterscheidet die Brigaden: Weiß für das KSK, rot für Luftlandebrigade 26 und gelb für die Luftlandebrigade 31. Das Kommando Spezialkräfte wird dieses Verbandsabzeichen auch beibehalten. Das Verbandsabzeichen der neu aufzustellenden Luftlandebrigade 1 wird an das neue Verbandsabzeichen der Division optisch angepasst (grauer Schildgrund) und erhält als erste Brigade einen weißen Bord.

## Kommandeure
| Nr. | Name                             | Beginn der Amtszeit | Ende der Amtszeit  |
| --- | -------------------------------- | ------------------- | ------------------ |
| 10  | Generalmajor Jared Sembritzki    | Juli 2025           | –                  |
| 9   | Generalmajor Dirk Faust          | 25. März 2022       | Juli 2025          |
| 8   | Generalmajor Andreas Hannemann   | 14. März 2019       | 25. März 2022      |
| 7   | Generalmajor Andreas Marlow      | 30. September 2015  | 14. März 2019      |
| 6   | Generalmajor Eberhard Zorn       | 12. Juni 2014       | 30. September 2015 |
| 5   | Generalmajor Jörg Vollmer        | 1. August 2011      | 12. Juni 2014      |
| 4   | Generalmajor Hans-Werner Fritz   | 10. Januar 2008     | 1. August 2011     |
| 3   | Generalmajor Hans-Lothar Domröse | 9. März 2006        | 10. Januar 2008    |
| 2   | Generalmajor Rainer Glatz        | 1. September 2002   | 9. März 2006       |
| 1   | Generalmajor Hans-Otto Budde     | Juni 2001           | August 2002        |

### Stellvertretende Kommandeure
- Hans Hoogstraten, ehemaliger Niederländischer Stellvertretender Kommandeur[16]
- Brigadegeneral Ulrich Ott, Stellvertreter seit 2023[4]

## Ausrüstung, Fahrzeuge und Waffen
Kern der Division sind die Infanteristen der Fallschirmjägerregimenter, die als Hauptwaffensystemen mit den Handfeuerwaffen HK G36, HK MG4, Panzerfaust 3 und dem Gruppen-Zielfernrohrgewehr G27 sowie mit dem System Infanterist der Zukunft ausgestattet sind.
Beweglich gemacht sind die Fallschirmjäger mit dem ESK Mungo.
Die schweren Jägerkompanien sind mit 20-mm-Maschinenkanone Rh 202 (MK 20), der BGM-71 TOW, zukünftig Spike LR (in der Bundeswehr: MELLS) auf dem Luftlandewaffenträger Wiesel sowie dem 120-mm-Mörser auf dem Mercedes-Geländewagen Wolf zur Feuerunterstützung der Infanterie und bedingt zur Fliegerabwehr aller Truppen sowie zur Panzerabwehr von feindlichen Panzerfahrzeugen ausgestattet.